# Chinteni, Cluj

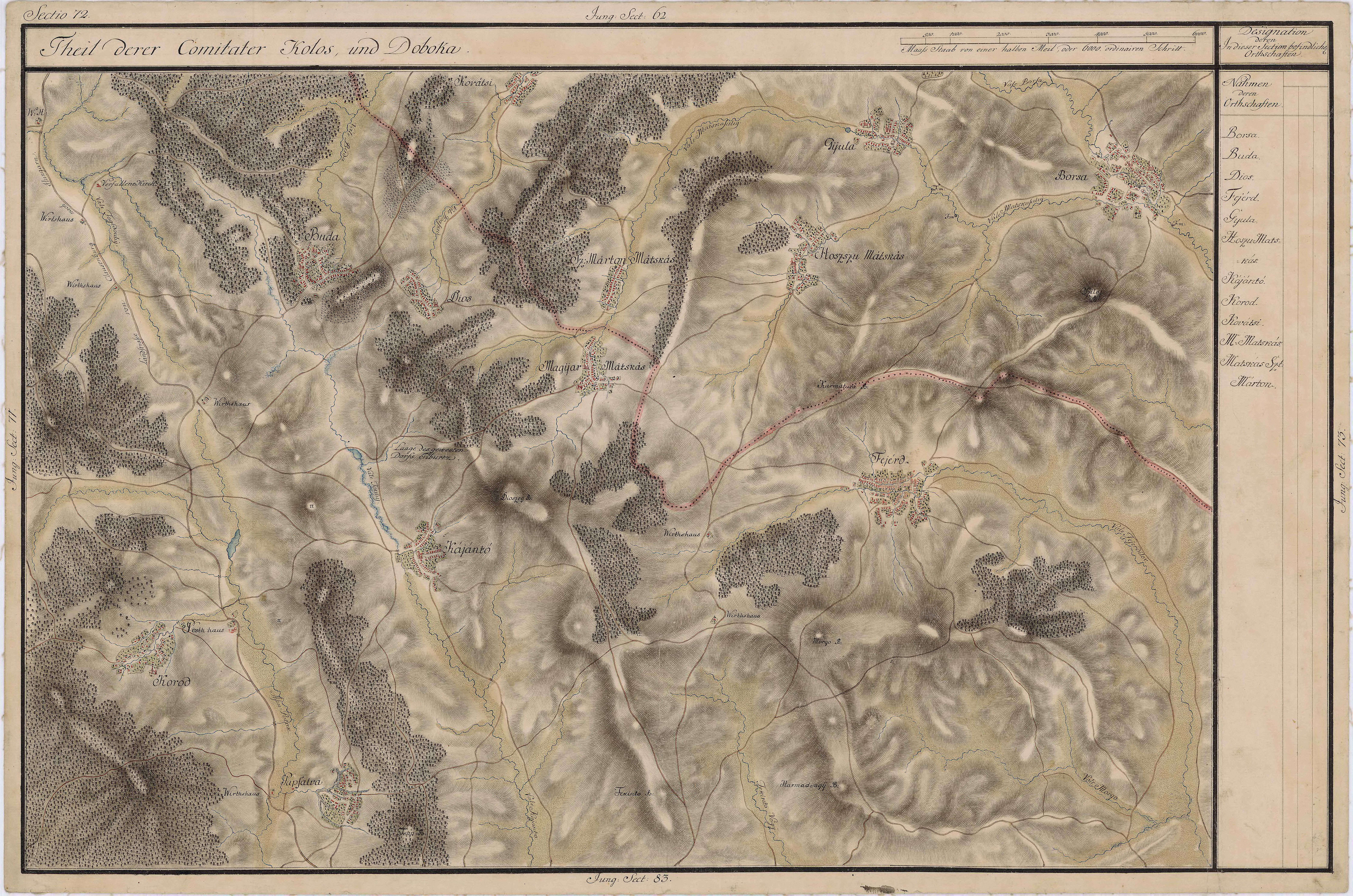
Chinteni pe Harta Iosefină a Transilvaniei, 1769-73

Chinteni este satul de reședință al comunei cu același nume din județul Cluj, Transilvania, România.

## Lăcașuri de cult
- Biserica romano-catolică „Toți Sfinții”, din anul 1796.
- Biserica greco-catolică „Sf. Nicolae“ (str. Principală 97).
- Biserica ortodoxă.

## Personalități
- Petru Moldovan (1885 - ?),  deputat în Marea Adunare Națională de la Alba Iulia 1918

## Imagini

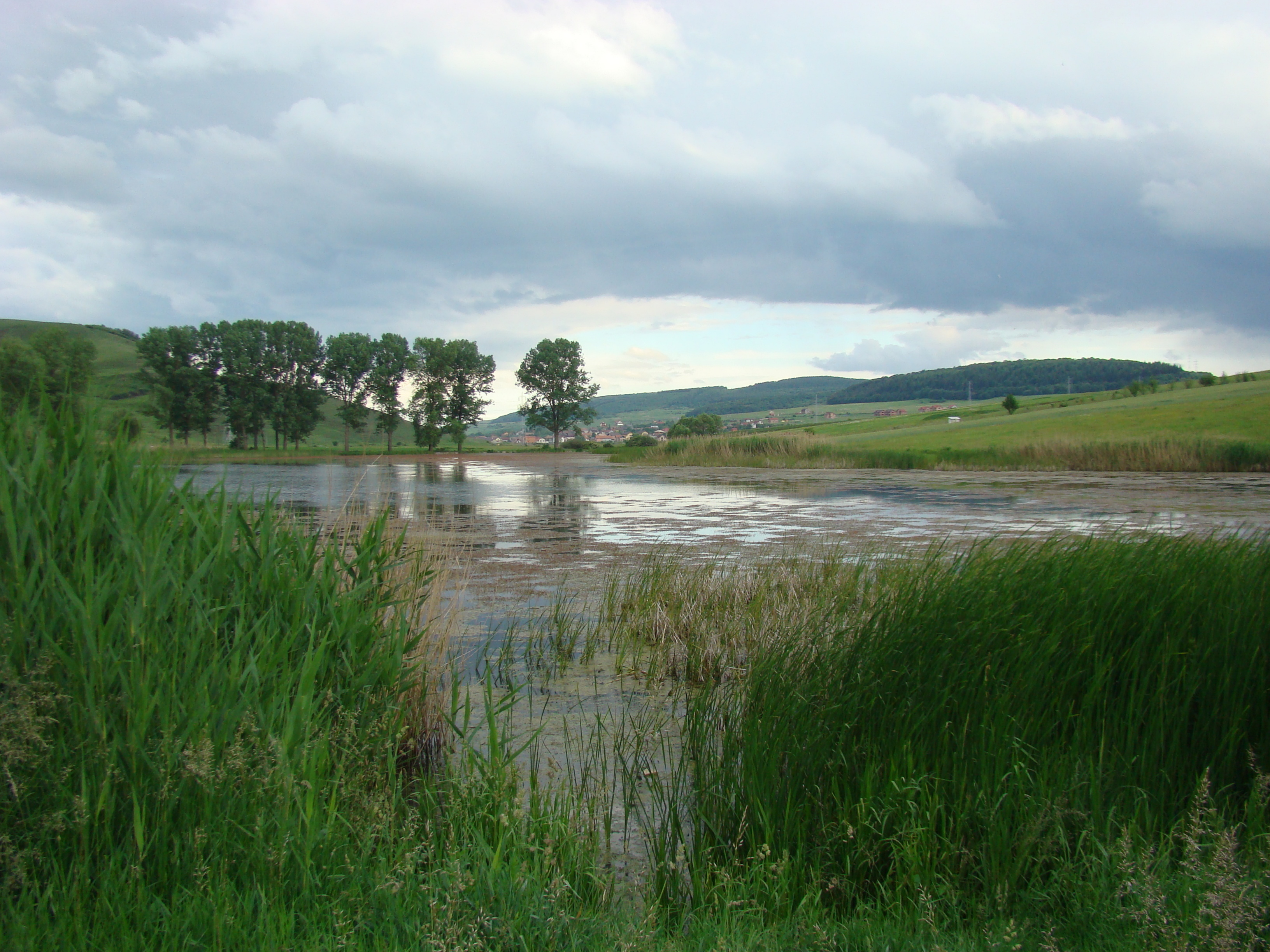
Lacul Chinteni
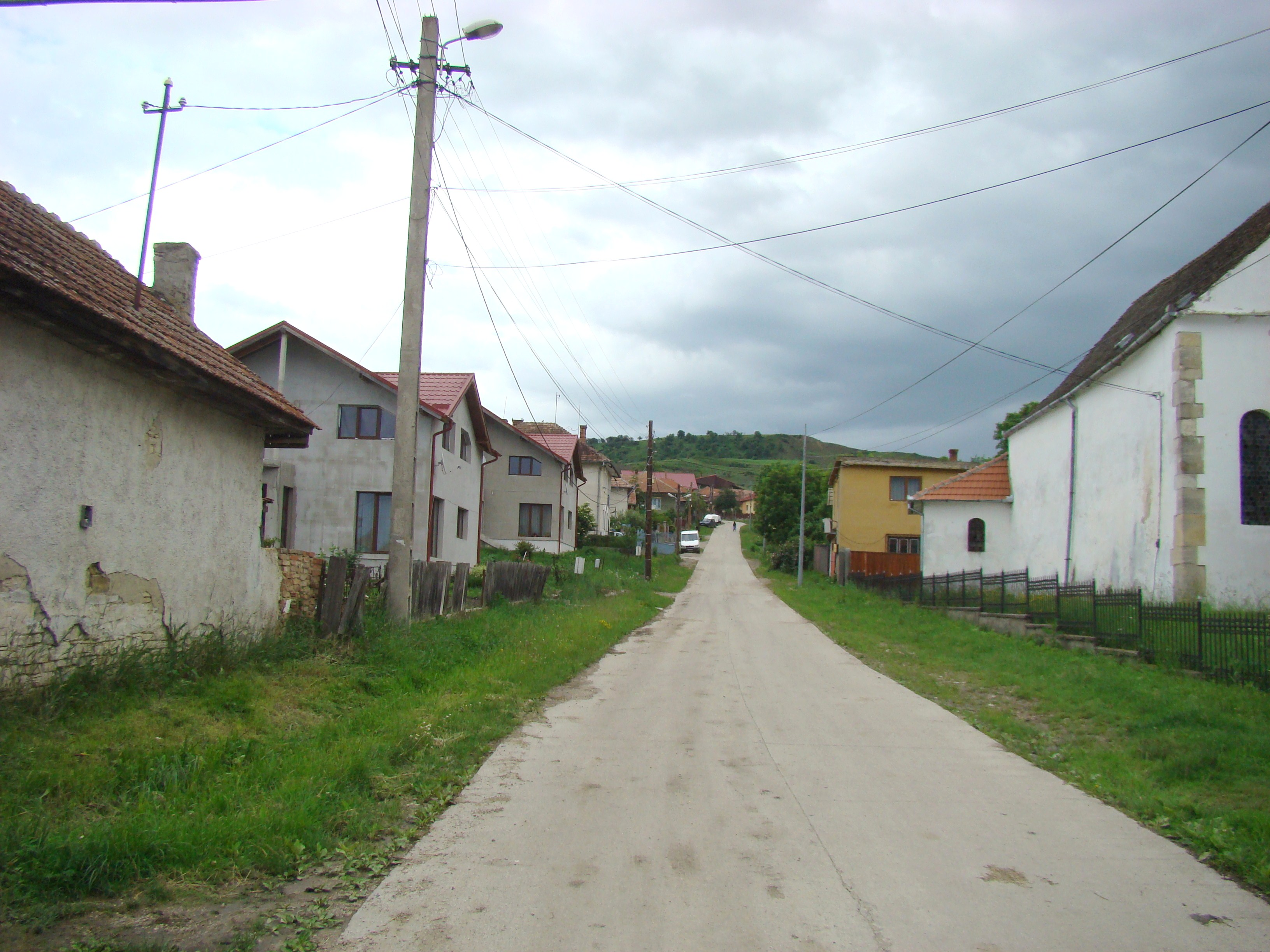
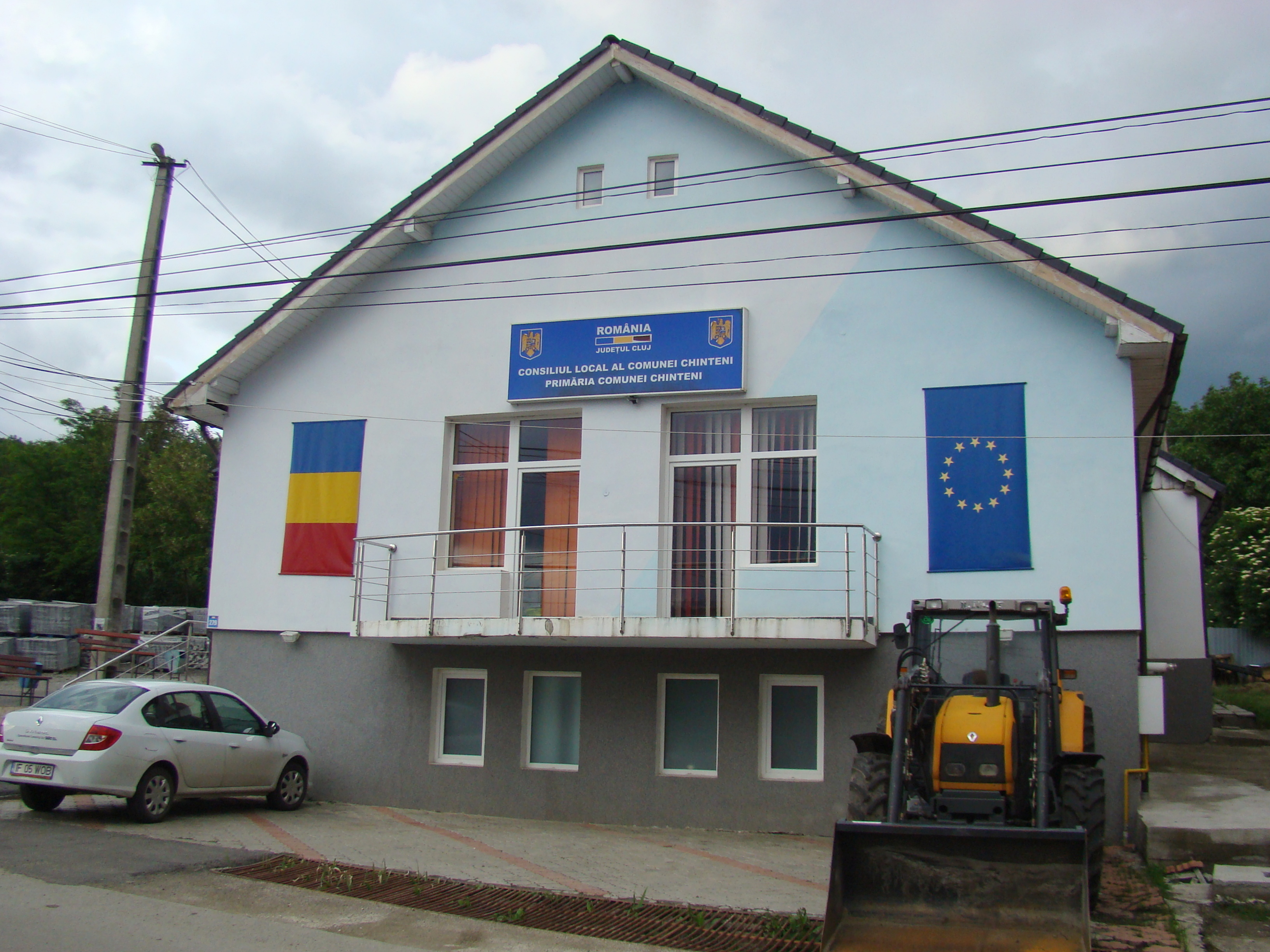
Primăria
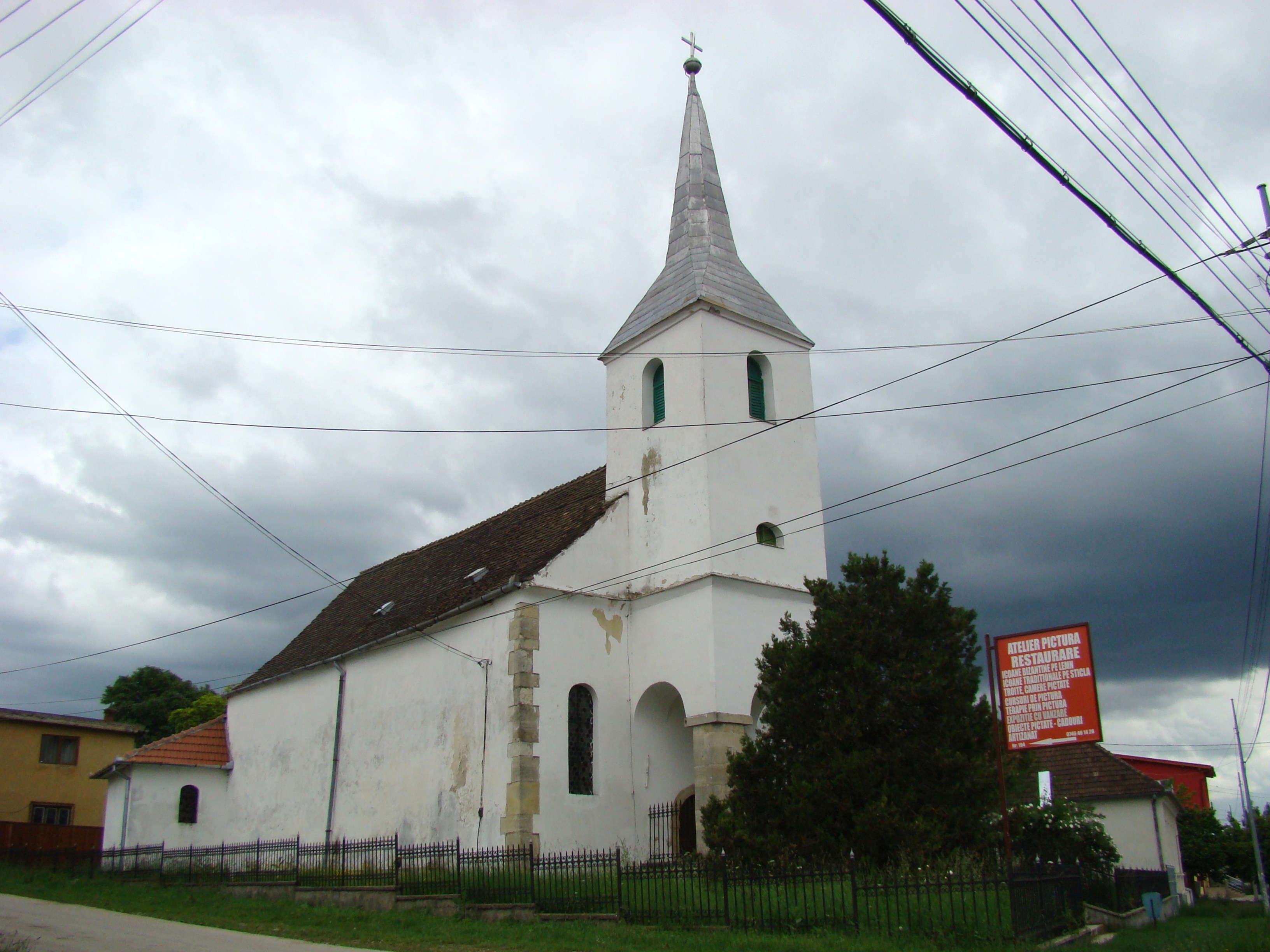
Biserica romano-catolică
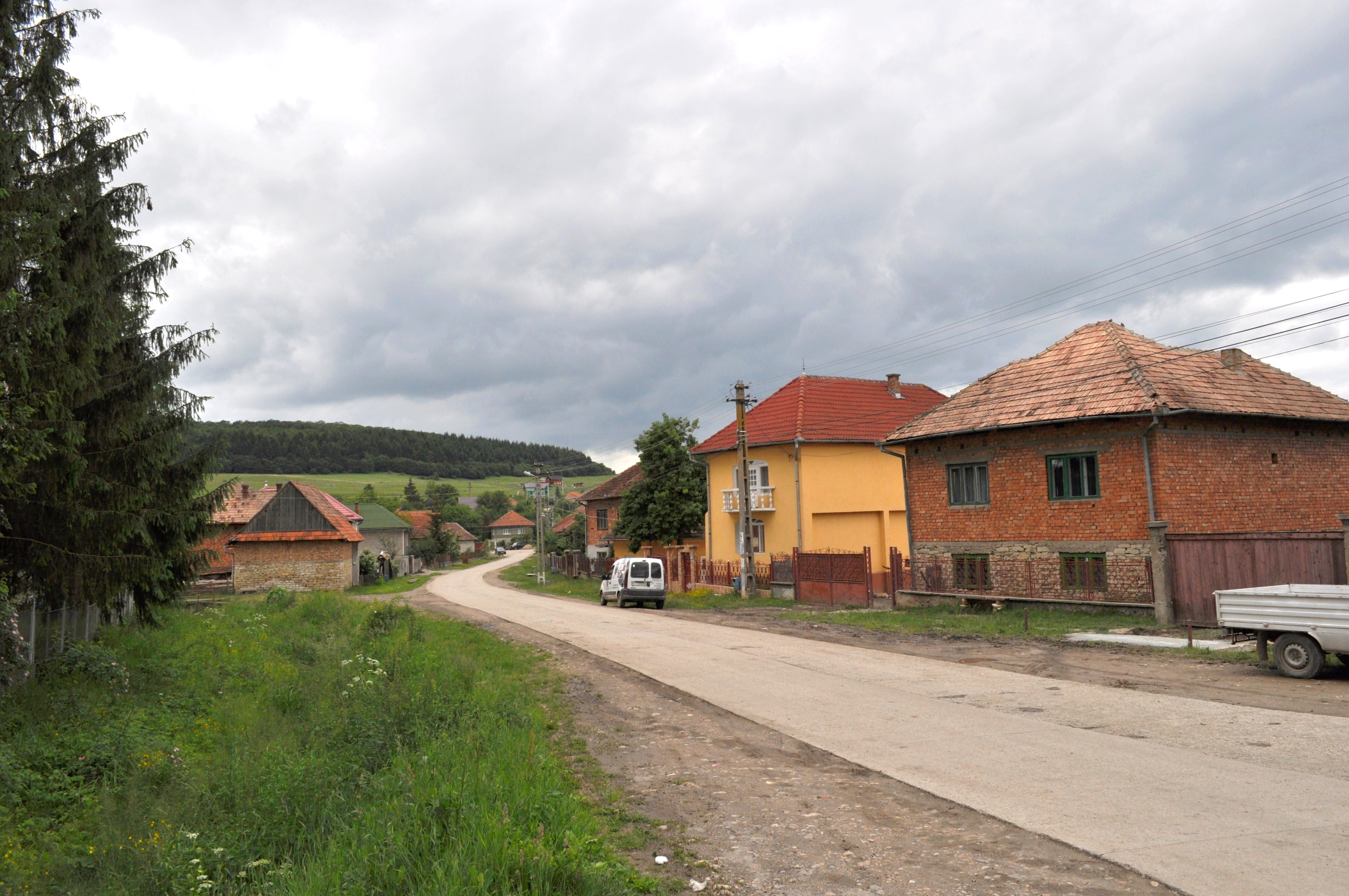
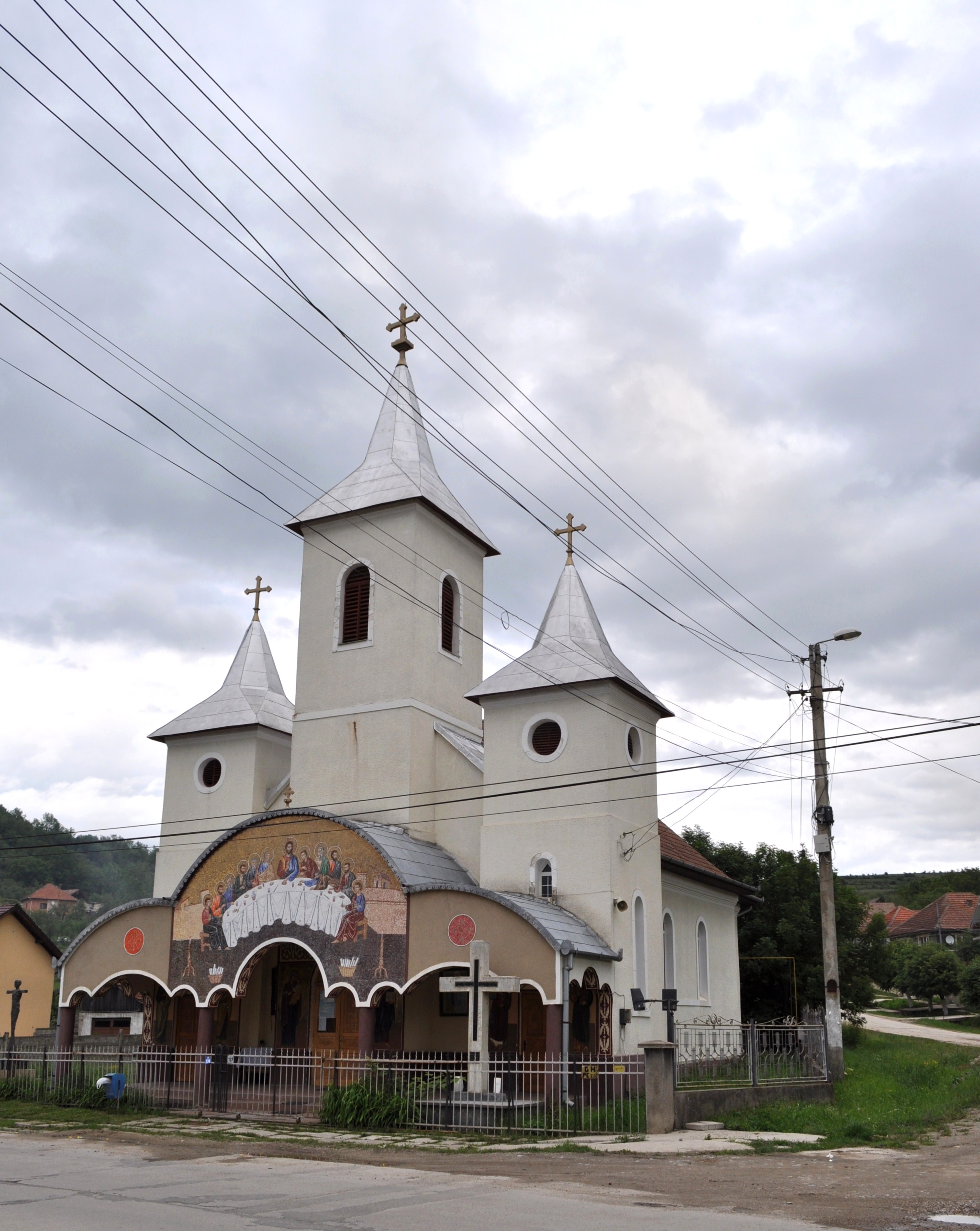
Biserica ortodoxă